# Roman Sawczenko
Roman Wiktorowicz Sawczenko, ros. Роман Викторович Савченко (ur. 28 lipca 1988 w Ust-Kamienogorsku, Kazachska SRR) – kazachski hokeista, reprezentant Kazachstanu.

## Kariera
- Kazcynk-Torpedo 2 (2004-2006)
- Kazcynk-Torpedo (2006-2009)
- Barys Astana (2008-2018)
- Sibir Nowosybirsk (2018-2019)
- Łokomotiw Jarosław (2019-2021)
- Barys Nur-Sułtan (2021-2022)
- Nomad Astana (2022)
- HSC Csíkszereda (2023-)

Wychowanek klubu Torpedo Ust-Kamienogorsk. Od czerwca 2010 roku ponownie zawodnik klubu Barys Astana. W maju 2011 roku przedłużył kontrakt. W kwietniu 2013 przedłużył kontrakt z klubem o dwa lata. W maju 2014 przedłużył kontrakt z klubem o trzy lata. W sierpniu 2018 został hokeistą Sibiru Nowosybirsk. Od maja 2019 zawodnik Łokomotiwu Jarosław. Z końcem kwietnia 2021 odszedł z klubu. W lipcu 2021 ponownie został graczem Barysu. Sezon 2022/2023 rozpoczął w Nomadzie Astana. Na początku stycznia 2023 ogłoszono jego transfer do rumuńskiego HSC Csíkszereda.
Uczestniczył w turniejach Zimowej Uniwersjady 2007, zimowych igrzysk azjatyckich w 2011, mistrzostw świata w 2009, 2010, 2011 (Dywizja I), 2012 (Elita), 2013 (Dywizja I), 2014 (Elita), 2015 (Dywizja I), 2016 (Elita), 2017 (Dywizja I).

## Sukcesy
Reprezentacyjne
- Brązowy medal Zimowej Uniwersjady: 2007
- Złoty medal zimowych igrzysk azjatyckich: 2011
- Awans do MŚ Elity: 2009, 2011, 2013, 2015

Klubowe
- Złoty medal mistrzostw Kazachstanu: 2007 z Kazcynk-Torpedo
- Srebrny medal mistrzostw Kazachstanu: 2009 z Kazcynk-Torpedo
- Brązowy medal mistrzostw Kazachstanu: 2008 z Kazcynk-Torpedo
- Puchar Kazachstanu: 2007 z Kazcynk-Torpedo

Indywidualne
- Hokej na lodzie na Zimowych Igrzyskach Azjatyckich 2011:
  - Pierwsze miejsce w klasyfikacji +/- turnieju: +21 ex aequo
- Mistrzostwa Świata w Hokeju na Lodzie 2011/I Dywizja:
  - Najlepszy obrońca turnieju
- Sezon KHL (2012/2013):
  - Piąte miejsce w klasyfikacji strzelców wśród obrońców w sezonie zasadniczym: 10 goli
- Mistrzostwa Świata w Hokeju na Lodzie 2013/I Dywizja Grupa A:
  - Pierwsze miejsce w klasyfikacji kanadyjskiej wśród obrońców turnieju: 4 punkty
  - Skład gwiazd turnieju
- Mistrzostwa Świata w Hokeju na Lodzie 2016/Elita:
  - Jeden z trzech najlepszych zawodników reprezentacji w turnieju[10]